# Leontodon dubius
Leontodon dubius là một loài thực vật có hoa trong họ Cúc. Loài này được (Hoppe) Poir. mô tả khoa học đầu tiên năm 1814.